# 前田大作
前田 大作（まえだ だいさく、1955年（昭和30年）3月26日 - ）は、日本の経営者である。東京都出身。

## 経歴
- 富士短期大学経営学部卒業。
- 1980年（昭和55年）4月 - 株式会社ホスインターナショナル経理部入社。
- 1983年（昭和58年）9月 - 株式会社メディアワーカース取締役。
- 1987年（昭和62年）4月 - 株式会社スパイク企画事業部長。
- 1989年（平成元年）5月 - 株式会社GMBインターナショナル入社。
- 1998年（平成10年）3月 - 株式会社インターアセットジャパン転籍。
- 1999年（平成11年）9月 - 株式会社ジェブティービー取締役。
- 2004年（平成16年）7月 - 株式会社日本スポーツ出版社代表取締役。
- 2006年（平成18年）
  - 1月 - 株式会社ゆびとま代表取締役。
  - 3月 - 株式会社アドテックス代表取締役。

## アドテックス事件
2007年（平成19年）2月19日、いわゆる「乗っ取り」により経営権を握った株式会社アドテックスに、不要な業務システムを暴力団関係者の会社から購入させていたとして、民事再生法違反の疑いで警視庁に逮捕された。同日付で日本スポーツ出版社代表取締役を解任されている。